# Skyl

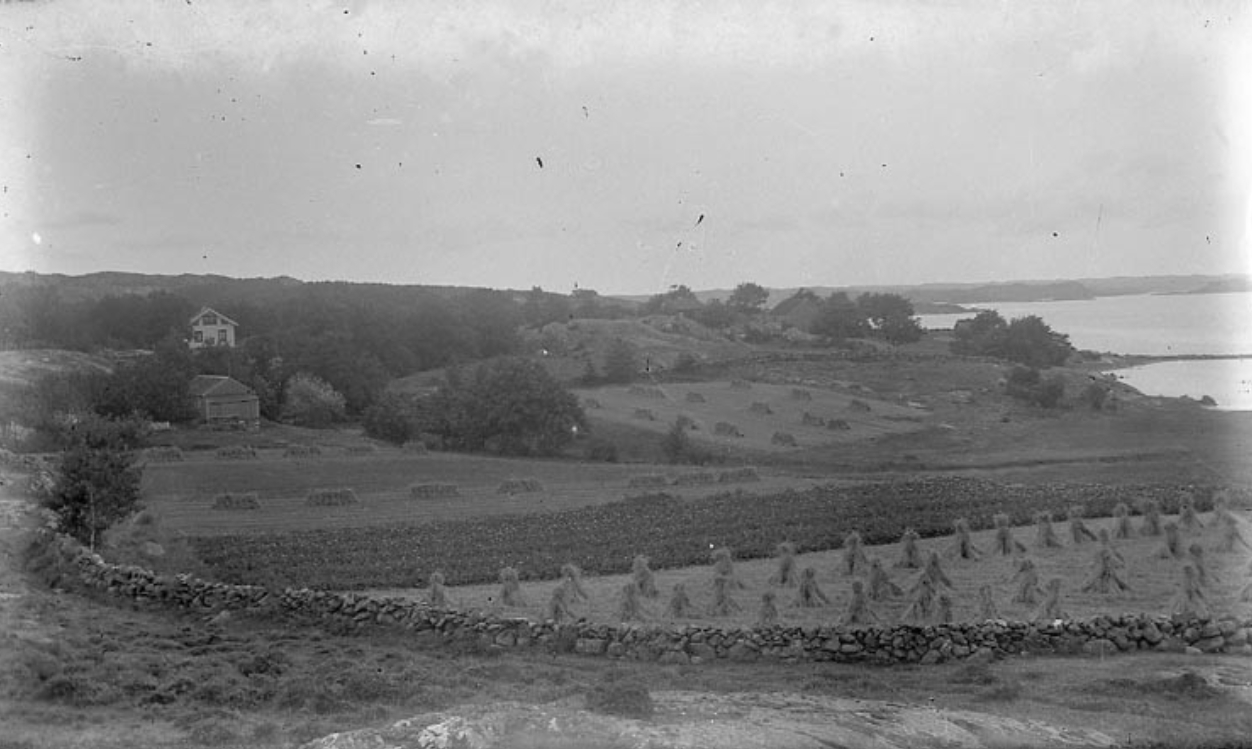
Fält med skylar (runda kvartstravar med fyra kärvar i ring), 1910.

Skyl eller långskyl är en tidigare vanlig metod att torka kärvar ute på fält. Kärvarna, som tillverkats för hand eller (under 1800- och 1900-talet) med självbindare, ställs parvis med sädesaxen uppåt. För bättre stadga står paren ofta med fyra, sex eller än fler par i varje skyl.
Vid sidan av sådana långskylar förekom tidigare även bland annat rundskylar (placerade i cirkel) och hattskylar (med skyddande tak av kärvar) samt andra varianter.